# Valley (Washington)
Valley es un área no incorporada ubicada en el condado de Stevens en el estado estadounidense de Washington.

## Geografía
Valley se encuentra ubicado en las coordenadas 48°10′31″N 117°43′29″O / 48.17528, -117.72472.